# Verre highball

Un verre highball.

Le verre highball est un tumbler pouvant contenir 240 à 350 ml. Il est utilisé pour servir des cocktails highball et d'autres mélanges. Un exemple de taille de verre highball : 7 cm de diamètre et 15 cm de hauteur,
Un verre highball est plus grand qu'un verre Old-Fashioned, et plus court et large qu'un verre Collins.